# Daniel Forcén Esteban
Daniel Forcén Esteban (Saragossa, 12 de juny de 1994) és un jugador d'escacs aragonès, que té el títol de Gran Mestre des de 2016.
A la llista d'Elo de la FIDE del gener de 2022, hi tenia un Elo de 2558 punts, cosa que en feia el jugador número 13 (en actiu) de l'estat espanyol. El seu màxim Elo va ser de 2569 punts, a la llista d'agost de 2018.

## Resultats destacats en competició
El desembre de 2010 a Saragossa fou campió de l'Obert Stadium Casablanca amb 7½ punts de 9, els mateixos punts que Artur Kogan però amb millor desempat, una puntuació que li va valer una Norma de Gran Mestre.
El maig de 2012 guanyà el XXVI Open Villa de Estadilla, per davant de l'MI Slobodan Kovacevic i el Gran Mestre Josep Oms. El juliol 2012 es proclamà a Salobreña campió d'Espanya sub-18. Poc després, l'agost, fou tercer al Campionat d'Europa sub-18 a Praga.
Entrenat per Roberto Cifuentes, l'abril de 2015 a Madrid fou campió universitari al CEU Universitario destacat amb 7½ punts de 9. El juliol de 2015 fou 2n-4t (quart en el desempat) a l'Obert Vila de Sitges amb 7 punts de 9, els mateixos punts que Karèn H. Grigorian i Jorge Cori Tello i a mig punt del campió Johan Salomon. També el juliol de 2015 va assolir el títol de Gran Mestre a la 35a edició de l'Obert de Benasc, essent el primer aragonès de la història en obtenir el títol, i en aquell moment el segon més jove de l'estat espanyol, rere el madrileny David Antón. El maig de 2016 guanyà per tercer cop en la seva carrera el l'obert d'Estadella, aquest cop per davant d'Artur Kogan.
El juliol de 2017 fou 1r-3r (segon després del desempat) de l'Obert d'Andorra amb 7½ punts de 9, amb els mateixos punts que Manuel Pena Gomez i Alexander Kaspi. L'octubre de 2017 fou tercer al campionat d'Espanya absolut, a Las Palmas de Gran Canària, amb 7, mig per sota d'Iván Salgado i empatat amb David Antón.
L'abril de 2018 fou segon al fort torneig obert internacional de La Roda (Albacete), a Albacete, el més antic d'Espanya (per damunt de Sergey Fedorchuk; el campió fou Manuel Pérez Candelario).
El juliol de 2018 fou tercer a l'obert Vila de Benasc. i guanyà el XII Torneig Internacional d'Escacs d'Alcubierre. El novembre de 2024 es proclamà campió del XVI Torneig Ciudad de Huesca.

## Partides notables
- D. Forcén (2526) - F. Cruz (2404), Defensa índia de dama (E14). VIII Torneig Stadium Casablanca (4a ronda). Saragossa, 28 de desembre de 2014.[21]

1 d4 Cf6 2 Cf3 e6 3 e3 b6 4 Ad3 Ab7 5 0–0 c5 6 c4 Ae7 7 Cc3 cxd4 8 exd4 d5 9 cxd5 Cxd5 10 Ce5 0–0 11 Dg4 Cxc3?! 12 bxc3 Af6 13 Td1! Cd7 14 Af4 g6 15 Ab5! Cb8?! 16 c4 De7 17 Dg3 a6 18 Aa4 Td8 19 Cg4! Ah4 20 De3 h5 21 Ce5 Af6 22 d5! exd5 23 Dxb6 Td6? 24 Db3 dxc4 25 Cxc4 Td4?! 26 Txd4 Axd4 27 Td1 De4? 28 Df3!! De7 29 Dd3! (1-0)